# به‌همین سادگی
به‌همین سادگی یک مجموعه تلویزیونی محصول سال ۱۳۷۹ به کارگردانی حامد عنقا و مهری ظریفی، کارگردانی تلویزیونی سعید اکبریان، نویسندگی بهروز فروغی‌راد و تهیه‌کنندگی  است که از شبکه دو پخش شد. این مجموعه در ۷۰ قسمت ۲۸ دقیقه‌ای تهیه شد.

## داستان
خان عمو دو برادرزاده‌اش بهرام و گلی را به خانه‌اش دعوت می کند و با ترفندی می‌کوشد آنها را به یادگیری شغلی ترغیب کند. در کنار آنها، دو شخصیت فانتزی به نام میگرن و زکی خان نیز حضور دارند. میگرن سمبل آینده و موجودی فعال و مدرن با فناوری پیشرفته است که مدام در حال حرکت است. برخلاف او زکی خان بشدت پایبند مسائل سنتی است؛ از گذشته می آید و خیلی آرام است. با وجود این دارای شیطنت‌هایی است که او را از دیگران جدا می‌کند.

## بازیگران
- اکبر عبدی
- شمسی فضل‌الهی
- اکبر رحمتی
- غلامرضا نیکخواه
- عارف لرستانی
- رابعه اسکویی
- بهراد خرازی